# Ilvesmäki - Läämännevan metsä
Ilvesmäki - Läämännevan metsä este o arie protejată (arie specială de conservare — SAC, sit de importanță comunitară — SCI) din Finlanda întinsă pe o suprafață de 45 ha, integral pe uscat.

## Localizare
Centrul sitului Ilvesmäki - Läämännevan metsä este situat la coordonatele 62°04′06″N 23°41′31″E / 62.0683°N 23.6919°E.

## Înființare
Situl Ilvesmäki - Läämännevan metsä a fost declarat sit de importanță comunitară în mai 2002 pentru a proteja 1 specie de animale. Situl a fost protejat și ca arie specială de conservare în aprilie 2015.

## Biodiversitate
Situată în ecoregiunea boreală, aria protejată conține 2 habitate naturale: Taiga vestică, Mlaștini împădurite.
La baza desemnării sitului se află o specie protejată de  mamifere: veveriță zburătoare siberiană (Pteromys volans).